# Marcipa argyrosemioides
Marcipa argyrosemioides är en fjärilsart som beskrevs av Pierre Joseph Pelletier 1975. Marcipa argyrosemioides ingår i släktet Marcipa och familjen nattflyn. Inga underarter finns listade i Catalogue of Life.